# Bailliage de la Riviera
1403–1422
1499–1798
Entités suivantes :
- Canton de Bellinzone

Le bailliage de La Riviera est un des bailliages communs des cantons d'Uri et Obwald de 1403 à 1422, puis des cantons d'Uri, Schwytz et Nidwald de 1499 à 1798.

## Histoire
En 1403, Uri et Obwald s'emparent de la Riviera. Le territoire est perdu en 1422 à la suite de la bataille d'Arbedo. Le bailliage est attribué à Uri en 1499.
En 1798, le bailliage rejoint le nouveau canton de Bellinzone, puis devient en 1803 le district de Riviera au sein du canton du Tessin.
Le bailli est assisté d'un conseil composé de cinq, puis de sept membres.

## Baillis
Les baillis sont les suivants :
- 1506-1508 : Hans Degen (Schwytz)[1] ;
- 1524-1526 : Martin Auf der Maur[2] ;
- 1536-1538 : Dietrich In der Halden (Schwytz)[3] ;
- 1538-1539 : Georg Wyrsch[4] ;
- 1554-1556 : Jost Holdener (Schwytz)[5] ;
- 1564-1566 : Johann Jakob Tanner (Uri)[6] ;
- 1574-1575 : Ulrich Mettler (Nidwald)[7] ;
- 1578-1580 : Werner Jütz (Schwytz)[8] ;
- 1580-1581 : Ulrich Mettler (Nidwald)[7] ;
- 1582-1584 : Walter Imhof[9] ;
- 1586 : Melchior Wildrich (Nidwald)[10] ;
- 1588-1590 : Peter Gisler (Uri)[11] ;
- 1592-1594 : Kaspar Businger (Nidwald)[12] ;
- 1606-1607 : Melchior Megnet (Uri)[13] ;
- 1608-1610 : Gilg Frischherz (Schwytz)[14] ;
- 1616 : Kaspar Janser (Schwytz)[15] ;
- 1624-1626 : Johann Kaspar Arnold (Uri)[16] ;
- 1628 : Arnold Stulz (Nidwald)[17] ;
- 1630-1631 : Johann Walter Imhof (Uri)[18] ;
- 1632-1634 : Martin Betschart (Schwytz)[19] ;
- 1644-1646 : Melchior Beeler (Schwytz)[20] ;
- 1660-1661 : Johann Peregrin von Beroldingen[21] ;
- 1662 : Johann Leonard Kyd (Schwytz)[22] ;
- 1670 : Johann Jakob Stulz (Nidwald)[23] ;
- 1674-1676 : Johann Jost Auf der Maur (Schwytz)[24] ;
- 1676-1678 : Wolfgang Christen (Nidwald)[25] ;
- 1682-1684 : Beat Jakob Zelger (Nidwald)[26] ;
- 1688-1689 : Johann Kaspar Achermann (Nidwald)[27] ;
- 1700-1701 : Niklaus Keyser (Nidwald)[28] ;
- 1704-1706 : Franz Dominik Betschart (Schwytz)[29] ;
- 1714-1715 : Johann Josef Florian Scolar (Uri)[30] ;
- 1752-1754 : Josef Franz Kamer (Schwytz)[31] ;
- 1758-1760 : Josef Franz Kamer (Schwytz)[31] ;
- 1764-1765 : Josef Franz Kamer (Schwytz)[31] ;
- 1770-1772 : Josef Martin Tanner[32] ;
- 1776-1778 : Josef Martin Tanner[32] ;
- 1796-1797 : Melchior Joseph Alois von Matt[33] ;